# Алергијски колитис
Алергијски колитис  (АК)  је стање у којем имуни систем детета претерано реагује на протеине који се налазе у крављем млеку, што доводи до упале у дебелом цреву (колону). Бебе се разликују по томе колико су осетљиве на млеко.  Алергијски колитис је доброћудан (бенигни), и отпуно се решава код већине деце без икаквих последица.
Алергијски колитис често има мало симптома, или су знаци алергијског колитиса  неспецифични и примећују се код других узрока колитиса и неких системских болести.  Симптоми могу бити повезани са раздражљивошћу, гасовима, а крв или слуз у столици могу учинити једење веома непријатним за бебу, тако да можда неће добити исхрану која им је потребна.  Док неке бебе имају врло мало симптома, код други се може јавитио крв у столици ако мајка која доји има макар мало млека у својој јутарњој кафи. 
Тачан механизам није познат. Обично се развија подмукло и верује се да је посредована Т-ћелијама. Алергијски колитис је најчешће узрокован алергијом на протеине крављег млека.  
За постављање дијагнозе потребна је детаљна историја и физички преглед. Поред тога, може бити потребна ендоскопија са биопсијом да би се потврдила дијагноза.  Не постоје специфични лабораторијски налази који би били патогномонични за алергијски колитис. Лабораторијске студије стога треба да буду повезане са пажљиво узетом анамнезом и детаљним физичким прегледом. Присуство еозинофила у столици указује на алергијски колитис у присуству типичних клиничких налаза. 
Основа лечења алергијског колитиса је дијетална исхрана. Медицинска терапија обухвата избегавање алергена, лечење тешких манифестација алергије и евентуално поновно увођење алергена у исхрану.

## Историја
Алергијски колитис је први описао Каијсер 1937. године, док је алергијски проктоколитис описао Рубин 1940. године, док је током 1960-их, Грибоски описао проктоколитис и ентероколитис .

## Епидемиологија
Тачна преваленција алергијског колитиса није позната. Преваленција алергијског проктоколитиса изазваног протеинима хране (ФПИАП) се креће од ниских 16% до високих 64% међу новорођенчади са ректалним крварењем . ФПИАП је најчешћи узрок неинфективног колитиса у детињству. 
Алергијски колитис је углавном болест одојчади, са почетком обично у прва два до три месеца живота. 
Постоји мала превласт мушкараца (50–61,6%) за алергијски колитис.

## Етиологија
Алергијски колитис је најчешће узрокован алергијом на протеине крављег млека. Од 20% до 40% пацијената са алергијским колитисом има алергије и на протеине крављег млека и на протеине соје. 

### Фактори ризика
Фактори ризика за алергијски колитис укључују породичну историју атопије и претходног брата и сестре са алергијом на храну посредовану ИгЕ. Алергијски колитис се обично развија у раном детињству, најчешће код деце из породица са историјом алергија на храну, астму или алергију на животну средину имају нешто већи ризик од развоја овог стања.

## Класификација
Алергијски колитис се може класификовати у два подтипа на основу анатомске локације процеса на, проктоколитис и ентероколитис . Алергијски колитис који се чешће манифестује као проктоколитис, чешћи код дојенчади.

## Патофизиологија
Алергијски колитис је не-ИгЕ имунолошка реакција на антигене протеина хране, посебно на протеине крављег млека и соје. Тачан механизам није познат. Обично се развија подмукло, и верује се да је посредована Т-ћелијама. Активиране Т-ћелије доводе до регрутовања еозинофила и других полиморфонуклеарних ћелија у цревном тракту, у коме затим изазивају упалу и оштећење црева. Нека од ове деце касније могу развити специфичне ИгЕ. 
Генетски утицај такође може играти вађну улогу, пошто је болест понекад присутна у породицама код више чланова. У патологији, постоје докази о запаљењу са улкусима и трошном, еритематозном слузокожом. На микроскопији, архитектура слузокоже је очувана са еозинофилним инфилтратима.

## Клиничка слика
Клиничку слику карактерише појава крви и слузи у столици, копривњача, повраћање  и пролив (дијареја) или разбуктавањем атопијског дерматитиса након увођења крављег млека у узрасту од приближно 3 недеље до 3 месеца (може бити и од 0 до 10 месеци). 

## Дијагноза

### Историја болести
Најчешћи симптоми алергијског колитиса је одвајање столице прошаране крвљу код иначе здравог младог одојчета, посебно код ФПИАП-а . Историја неуспеха да напредује такође се може добити код новорођенчета са ФПИЕС . Можда постоји породична историја алергије.

### Физички преглед
Пацијенти са алергијским колитисом могу изгледати добро у случају ФПИАП-а или могу изгледати летаргично када имају ФПИЕС . Физички преглед пацијената са ФПИЕС је обично изузетан због знакова дехидрације , бледила и слабе тежине.

### Лабораторијски налази
Не постоје специфични лабораторијски налази који би били патогномонични за алергијски колитис. Лабораторијске аналзизе стога треба да буду повезане са пажљиво узетом анамнезом и детаљним физичким прегледом. Присуство еозинофила у столици указује на алергијски колитис у присуству типичних клиничких налаза.

### Основни сликовни тестови
Рендген
Нема дијагностичких рендгенских налаза повезаних са алергијским колитисом.
Компјутеризована томографија
Не постоје дијагностички ЦТ налази повезани са алергијским колитисом.
Магнетна резонантна томогреафија
Нема дијагностичких МРИ налаза повезаних са алергијским колитисом.
Ултразвук
Не постоје дијагностички ултразвучни налази повезани са алергијским колитисом.
Ендоскопија
Иако се ендоскопија не препоручује у рутинској дијагнози алергијског колитиса, она је обично потребна за атипичну презентацију поред детаљне клиничке процене. Лезије код алергијског колитиса најчешће се примећују у ректосигмоидном подручју. Укупни ендоскопски налази повезани са алергијским колитисом укључују:
- фокални или дифузни еритем,
- едематозна и трошна слузокожа,
- нодуларну хиперплазију и/или улцерације,
- карактеристичне ерозије у облику централних јама.

## Диференцијална дијагноза
Симптоми и знаци алергијског колитиса су неспецифични и примећују се код других узрока колитиса и неких системских болести. У детињству, алергијски колитис се мора посебно разликовати од некротизирајућег ентероколитиса , инфективног колитиса, аналне фисуре , интусусцепције и волвулуса . Код адолесцената и одраслих, алергијски колитис се мора разликовати од инфламаторне болести црева, инфективног колитиса и колоректалног малигнитета.
Како значајан део новорођенчади са ректалним крварењем можда нема АК, ако се пажљиво не присупи дијагностици може се подвргнути непотребним, скупим формулама или променама у исхрани мајке које могу обесхрабрити на дојење.

## Терапија
Основа лечења алергијског колитиса је управљање исхраном. Медицинска терапија обухвата избегавање алергена, лечење тешких манифестација алергије и евентуално поновно увођење алергена у исхрану.

## Прогноза
Алергијски колитис се начелно, потпуно се решава код већине деце без икаквих последица. Деца са алергијским проктоколитисом изазваним протеинима хране обично су на искључивом дојењу, док су деца са синдромом ентероколитиса изазваног протеинима хране често на храни за бебе. Ако се не лечи, може доћи до спонтаног повлачења код 20% деце са алергијским колитисом без елиминације хране која изазива алергију. Већина новорођенчади са алергијским колитисом ће толерисати штетну храну од 1 до 3 године.

## Превенција
Примарна превенција
Тренутно не постоје утврђене методе за спречавање алергијског колитиса.
Секундарна превенција
Тренутно не постоје секундарне превентивне мере за алергијски колитис. Међутим, важно је избегавати алергене на храну идентификоване код појединца док се не покаже толеранција.